# خافيير كوندي
خافيير كوندي (بالإسبانية: Javier Conde)‏ هو منافس ألعاب قوى إسباني، ولد في 14 يوليو 1964 في بلباو في إسبانيا.